# Konstantinovo, Burgas
Konstantinovo (în bulgară Константиново) este un sat în comuna Kameno, regiunea Burgas,  Bulgaria. 

## Demografie
Componența etnică a satului Konstantinovo
     Bulgari (94,84%)
     Nicio identificare (1,51%)
     Altele (3,63%)
La recensământul din 2011, populația satului Konstantinovo era de 330 locuitori. Din punct de vedere etnic, majoritatea locuitorilor (94,84%) erau bulgari. Pentru 1,51% din locuitori nu este cunoscută apartenența etnică.